# Gare de Walheim
Gare de Walheim – przystanek kolejowy w Walheim, w departamencie Górny Ren, w regionie Grand Est, we Francji. Jest zarządzany przez SNCF (budynek dworca) i przez RFF (infrastruktura).
Przystanek jest obsługiwany przez pociągi TER Alsace i TER Franche-Comté.

## Położenie
Znajduje się na linii Paryż – Miluza, w km 477,334, między stacjami Altkirch i Tagolsheim, na wysokości 280 m n.p.m.

## Historia
Przystanek został otwarty 15 października 1857 przez Compagnie des chemins de fer de l’Est.

## Linie kolejowe
- Paryż – Miluza
- Altkirch – Ferrette